# Panha 2091
Panha 2091 «Toufan» — іранський модернізований ударний вертоліт Bell AH-1J International (експортна версія SeaCobra), придбаний до Ісламської революції 1979 р. Програма модернізації відома як проєкт № 2091 Іранської компанії з підтримки та оновлення вертольотів (також відома як Panha).

## Дизайн
Повідомляється, що модернізації включають:
- нові броньовані панелі кабіни пілотів;
- новий, іранської розробки, козирок;
- нову авіоніку;
- носову камеру;
- новий дизайн кабіни.

Модернізований ударний вертоліт має вужчий планер для більшої гнучкості та озброєний триствольною 20-мм гарматою М197 типу «Гатлінг» у башті А/А49Е. На вузлах кріплення крила встановлена пара 19-трубних 70-мм пускових установок.
Куленепробивне скло захищає кабіни пілота і оператора озброєння, внутрішня авіоніка була модернізована з додаванням GPS і приймача в носовій частині, а в задній частині встановлений радар попередження з чотирма антенами, що забезпечують 360-градусне покриття, а також інтегровані всі електронні системи.